# Progomphus herrerae
Progomphus herrerae är en trollsländeart som beskrevs av James George Needham och Etcheverry 1956. Progomphus herrerae ingår i släktet Progomphus och familjen flodtrollsländor. IUCN kategoriserar arten globalt som livskraftig. Inga underarter finns listade i Catalogue of Life.